# Brian Lima
Muliagatele Brian Pala Lima (Apia, 25 gennaio 1972) è un ex rugbista a 15 samoano.
È conosciuto anche con il soprannome il chiropratico, a causa della rudezza e potenza dei suoi placcaggi.

## Biografia
Nell'emisfero Sud, ha giocato nelle franchigie partecipanti al Super 14 degli Auckland Blues e degli Highlanders.
Ha debuttato con la nazionale samoana nel 1991 e nello stesso anno ha partecipato alla sua prima Coppa del Mondo, giocando nella storica partita in cui la nazionale del pacifico sconfisse i padroni di casa del Galles. Di quella competizione fu il giocatore più giovane.
Dopo quella, ha giocato in tutte le altre edizioni della Coppa del Mondo disputate fino al 2007, al termine della quale si è ritirato dall'attività agonistica, diventando il primo giocatore ad aver preso parte a ben cinque edizioni.
Dopo la sua straordinaria prestazione nel match tra emisfero Nord ed emisfero Sud, organizzato per raccogliere dei fondi da destinare alle vittime dello tsunami del 2004, ha firmato un contratto con il Munster, ma, a causa anche dei ripetuti infortuni, non è riuscito ad impressionare con quella casacca. Ha giocato inoltre con i club di Stade Français, Swansea, Secom (Giappone) e Bristol.
Ha inoltre collezionato due caps con la selezione dei Pacific Islanders nel 2004.
Uno dei momenti storici, a suo modo, della carriera di Brian Lima, a riprova del suo soprannome, è stato il placcaggio ai danni di Derick Hougaard, mediano d'apertura sudafricano, durante i Mondiali del 2003. Quel placcaggio fece rimanere lo springbok a terra per oltre 5 minuti.

## Palmarès
- Super Rugby: 1

Blues: 1997
- Campionati francesi: 1

Stade Français: 1999-2000